# Kulveer Ranger
Kulveer Singh Ranger, baron Ranger de Northwood (né le 21 février 1975) est un expert britannique de la stratégie et des communications, membre du conseil d'administration de TechUK et membre conservateur de la Chambre des lords.

## Famille et jeunesse
Ranger est un sikh, né à Hammersmith dans l'ouest de Londres, fils de parents indiens. Son grand-père Gurnam Singh Sahni a créé le premier journal asiatique britannique The Punjab Times au milieu des années soixante.
Ranger obtient un baccalauréat spécialisé en architecture de l'University College de Londres. Il est également titulaire d'un diplôme en commerce de la Kingston Business School.

## Carrière
Il est le candidat conservateur malheureux à Makerfield aux élections générales de 2005. Il se présente sans succès dans le quartier de Syon lors des élections de 2006 au Hounslow London Borough Council.
Ranger devient connu après avoir été recruté pour devenir directeur de la politique des transports par Boris Johnson après que Johnson ait remporté l'élection comme maire de Londres en mai 2008. Son expérience antérieure dans la mise en œuvre du système de cartes Oyster pour Londres a été déterminante pour sa sélection par Johnson.
Il fait partie de la liste A des conservateurs pour les élections générales de 2010, mais ne s'est pas présenté.
En 2011, Ranger devient directeur de l'environnement et du numérique à Londres et son travail entraîne une baisse record des vols de vélos en plus d'un certain nombre de nouveaux points de recharge de voitures électriques à Londres pour encourager une plus grande adoption des véhicules électriques.
Il s'investit actuellement dans la transformation numérique et travaille comme consultant en gestion.
En juin 2023, il est nommé pour une pairie à vie lors des honneurs de démission du Premier ministre 2022 de Boris Johnson. Le 11 juillet 2023, il est créé baron Ranger de Northwood, de Pimlico dans la ville de Westminster et est présenté à la Chambre des lords le 20 juillet. Il siège aux Lords pour le Parti conservateur.